# Băng tần Ka
Băng tần Ka (phát âm: "Kay-A") bao gồm các tần số trong dải 26,5–40 GHz. Băng Ka là một phần của băng K nằm trong phổ điện từ. Ký hiệu Ka để chỉ "K-above" — có nghĩa là băng tần nằm trên của băng K. Băng tần 30/20 GHz được dùng cho vệ tinh thông tin, đường lên hoặc dùng 27,5 GHz hoặc dùng 31 GHz, và dùng cho radar bám mục tiêu tầm gần độ phân giải cao trên máy bay quân sự. Một số tần số được dùng để đo tốc độ phương tiện cơ giới. Tàu vũ trụ Kepler dùng dải tần số này cho đường xuống để truyền các dữ liệu khoa học thu thập được bởi kính thiên văn không gian.
Tên gọi "Băng tần Ka" bắt nguồn từ thuật ngữ tiếng Đức là Kurz-above, "kurz" có nghĩa là ngắn trong tiếng Đức.
Trong vệ tinh thông tin, băng Ka cho phép băng thông cao hơn, và sẽ được dùng cho các vệ tinh Iridium Next trong tương lai. Băng Ka nhạy cảm hơn đối với việc suy giảm cường độ tín hiệu do mưa hơn so với băng Ku và băng C.

## Các băng tần sóng cực ngắn khác
Phổ sóng cực ngắn thường được định nghĩa là phổ điện từ trong dải tần số 1.0 GHz đến 30 GHz, nhưng một số định nghĩa cũ hơn tính cả các tần số thấp hơn. Hầu hết các ứng dụng phổ biến trong dải tần 1,0 đến 30 GHz. Các băng tần số sóng cực ngắn, được định nghĩa bởi Hiệp hội Vô tuyến Anh (RSGB), được thể hiện trong bảng dưới đây. Chú ý là các tần số trên 30 GHz thường được gọi là "sóng mm". Tần số 30 GHz tương ứng với bước sóng 10 mm, hay 1 cm.
| Băng tần L  | 1 tới 2 GHz     |
| Băng tần S  | 2 tới 4 GHz     |
| Băng tần C  | 4 tới 8 GHz     |
| Băng tần X  | 8 tới 12 GHz    |
| Băng tần Ku | 12 tới 18 GHz   |
| Băng tần K  | 18 tới 26,5 GHz |
| Băng tần Ka | 26,5 tới 40 GHz |
| Băng tần Q  | 30 tới 50 GHz   |
| Băng tần U  | 40 tới 60 GHz   |
| Băng tần V  | 50 tới 75 GHz   |
| Băng tần E  | 60 tới 90 GHz   |
| Băng tần W  | 75 tới 110 GHz  |
| Băng tần F  | 90 tới 140 GHz  |
| Băng tần D  | 110 tới 170 GHz |

Chú thích: "Băng tần P " đôi khi được dùng không chính xác cho băng tần Ku. "P" có nghĩa là "previous" (trước) là băng tần radar dùng ở Anh có dải tần 250 đến 500 MHz, hiện nay băng tần hoàn toàn lỗi thời theo tiêu chuẩn 521 của IEEE, xem  và  Lưu trữ ngày 14 tháng 7 năm 2014 tại Wayback Machine. Đối với các định nghĩa khác, xem Letter Designations of Microwave Bands